# Dendrochilum hologyne
Dendrochilum hologyne är en orkidéart som beskrevs av Cedric Errol Carr. Dendrochilum hologyne ingår i släktet Dendrochilum och familjen orkidéer. Inga underarter finns listade i Catalogue of Life.